# Сварщик (фильм)
«Сварщик» (англ. The Welder) — американский фильм ужасов, снятый режиссёром Дэвидом Лизом в 2021 году. Мировая премьера фильма состоялась 24 февраля 2023 года.

## Сюжет
Ро и Элиса арендуют ранчо на природе, чтобы отдохнуть, но становятся жертвами чокнутого доктора, который пытается изменить человеческую природу экстремальными методами.

## В ролях
- Винсент Де Пол[англ.] — Уильям Годвин
- Камила Родригес — Элиза
- Роу Данкли — Роу
- Крист Моуэрд — Дон
- Энтони Васкес — офицер Дюк Годвин
- Хорхе Пико — водитель Юбер

## Производство
Съёмки фильма проходили в Хомстеде в течение 9 дней.

## Награды и номинации
- Премия Нью-Йоркского кинофестиваля ужасов «Лучшая актриса» (Камила Родригес).
- Премия Нью-Йоркского кинофестиваля ужасов «Лучший актёр» (Роу Данкли).
- Премия «Spooky Empire» «Лучший художественный фильм» (Дэвид Лиз).
- Номинация на премию «Spooky Empire» «Лучшая актриса» (Камила Родригес).
- Номинация на премию «Spooky Empire» «Лучший актёр в фильме ужасов» (Винсент Де Пол).
- Номинация на премию «Spooky Empire» «Лучший фильм Флориды» (Дэвид Лиз).
- Номинация на премию «Screamdance» на фестивале «Raindance Film Festival» (Дэвид Лиз).

## Критика
Критик Джозеф Маусери в своём обзоре, опубликованном на сайте «tumblr.com» заявил, что «Повествование сюжета в фильме хорошо построено, поскольку оно касается расизма и сексуального насилия. Фильм очень тонко исследует природу и ужас расового подразделения, а центральные персонажи, Элиза и Уильям, имеют хорошо продуманные режиссёром предыстории. Диалоги в фильме сыграны естественно, а отношения между Элизой и её парнем Роу очень хорошо построены».